# Luzula picta
Luzula picta är en tågväxtart som beskrevs av Achille Richard. Luzula picta ingår i Frylesläktet som ingår i familjen tågväxter. Inga underarter finns listade i Catalogue of Life.